# Лъжата (теленовела, 1965)
Лъжата (на испански: La mentira) е мексиканска теленовела, режисирана и продуцирана от Ернесто Алонсо за Telesistema Mexicano през 1965 г. Теленовелата е създадена от мексиканската писателка Каридад Браво Адамс, базирайки се на едноименния си роман, La mentira, който е в основата на множество кино и телевизионни адаптации.
В главните роли са Хулиса, Енрике Лисалде, Фани Кано и Енрике Роча.

## Сюжет
Действието започва в щата Амазонас, Бразилия. Деметрио Сан Телмо разбира, че неговият полубрат Рикардо Силвейра се е самоубил заради предателството на една жена. Подтикнат от новината, изпълнен с гняв и негодувание, той се кълне, че ще открие виновницата, която ще си плати за стореното. Единствената информация, която Деметрио има, е, че жената е много красива и името и започва с „В“. В града Деметрио отсяда в къща, в която живеят младите дами Вероника и Вирхиния заедно с чичо си, леля си и братовчед им Джони. Деметрио е много впечатлен от красотата на Вероника и смята, че тя е виновна за смъртта на брат му. Между другото, Джони е влюбен във Вероника. Вирхиния обича Джони и му казва, че Вероника е била любовница на Рикардо, когото е напуснала. Деметрио чува разговора и решава да живее в лъжа, за да си отмъсти на Вероника, карайки я да се влюби в него. Вероника и Деметрио се женят и той я отвежда в амазонската джунгла, където я презира и малтретира, като признава, че се е оженил за нея, за да отмъсти за смъртта на брат си и ѝ показва единственото доказателство, което има - носна кърпа с бродирана буква „В“. Вероника му казва, че ще докаже невиността си, и се връща в града.

## Актьори
- Хулиса - Вероника Кастело Бланко
- Енрике Лисалде - Деметрио Сан Телмо
- Фани Кано - Вирхиния Кастело Бланко
- Енрике Роча - Джони
- Алисия Монтоя
- Мигел Мансано
- Чела Нахера
- Маноло Гарсия
- Аарон Ернан
- Малена Дория
- Кармен Кортес
- Леандро Мартинес

## Премиера
Премиерата на Лъжата е през 1965 г. по Canal 2.

## Адаптации
- Лъжата (1952), филм, режисиран от Хуан Х. Ортега. С участието на Марга Лопес, Хорхе Мистрал и Джина Кабрера.
- Calúnia (1966), бразилска теленовела за TV Tupi. С участието на Фернанда Монтенегро, Серхио Кардосо и Хеорхия Хомиде.
- Лъжата (1970), филм, режисиран от Емилио Гомес Муриел. С участието на Хулиса, Енрике Лисалде и Бланка Санчес
- Любовта никога не умира (1982), теленовела, режисирана от Алфредо Салданя и продуцирана от Ернесто Алонсо за Телевиса. С участието на Кристиан Бах, Франк Моро и Силвия Паскел.
- Лъжата (1998), теленовела, продуцирана от Карлос Сотомайор за Телевиса. С участието на Кейт дел Кастийо, Гай Екер и Карла Алварес.
- Клетва за отмъщение (2008), теленовела, продуцирана за Телемундо. С участието на Наталия Страйгнард, Освалдо Риос и Доминика Палета.
- Когато се влюбиш (2010), теленовела, продуцирана от Карлос Морено за Телевиса. С участието на Силвия Наваро, Хуан Солер и Джесика Кох.
- Coraçőes Feridos (2010, излъчена през 2012), бразилска теленовела за SBT. С участието на Патрисия Барос, Флавио Толесани и Синтия Фалабела.
- Непростимо (2015), теленовела, продуцирана от Салвадор Мехия и режисирана от Моника Мигел за Телевиса, с участието на Ана Бренда Контрерас, Иван Санчес и Гретел Валдес.[1]